# Аґустін де Ітурбіде
Аґустін де Ітурбіде (повне ім'я Аґустін Косме Даміан де Ітурбіде і Арамбуру; ісп. Agustín de Iturbide, 27 вересня 1783, Вальядолід — 19 червня 1824, Паділья) — мексиканський військовик і державний діяч.
На початку війни за незалежність Мексики воював на боці іспанських військ, проте згодом перейшов на бік прихильників незалежності. У 1822 в ході державного перевороту був ненадовго проголошений імператором Мексики Августином I (ісп. Agustín I).
Народився в місті Вальядолід віцекоролівства Нова Іспанія (зараз штат Мічоакан). Він був сином Хосе Хоакіна де Ітурбіде і Арреґуї та Марії Хосефи де Арамбуру і Каррільйо де Фіґероа, представників знатних іспанських родин.
1798 — вступив до лав іспанської армії, згодом отримав чин полковника, у 1809–1810 сприяв придушенню повстань мексиканських креолів проти іспанської влади. Виявив себе талановитим військовиком, через що 1815 року призначений головнокомандувачем військ у двох північних провінціях, але 1816 року за підозрою в зраді відправлений у відставку.
1819 — після республіканських реформ в Іспанії Ітурбіде знову вступив до армії, але долучився до прихильників незалежності й у зверненні до народу (21 лютого 1821 р.) закликав до введення в Мексиці конституційної форми правління. Число прихильників Ітурбіде швидко зростало, що дозволило йому зайняти Мехіко (1822) і створити там тимчасовий уряд. Коли цей уряд не зміг прийти до згоди щодо форми правління, гарнізон столиці проголосив Ітурбіде імператором. Наступного дня конгрес підтвердив це обрання, і Ітурбіде вступив на мексиканський престол під ім'ям імператора Августина I.
Коронація відбулася 21 липня 1821 року. Проте незабаром, коли кошти його уряду вичерпалися, проти імператора утворилася сильна опозиція. Успішне повстання в Веракрусі під проводом Санта-Анни змусило Ітурбіде скласти владу 19 березня 1823 року. Конгрес призначив йому і його сім'ї щорічну пенсію, але з умовою залишити країну.
На деякий час Ітурбіде переїхав до Італії, але 1824 року вирушив до Мексики в надії повернути владу. Мексиканський конгрес оголосив його поза законом і засудив до страти, щойно він ступить на територію країни. Переодягнутий Ітурбіде зміг висадитися на мексиканську землю, але невдовзі був арештований і розстріляний.